# Club Sportivo Desamparados
El Club Sportivo Desamparados és un club de futbol argentí de la ciutat de San Juan. El seu nom fa referència a la Mare de Déu dels Desamparats.

## Història
El club va ser fundat el 1919 per un grup d'estudiants de la Quinta Agronómica, actual Escuela de Enología. Jugà quatre cops a la primera divisió argentina, amb les següents posicions:
- 1969: 12è (de 17 equips).
- 1972: 9è (de 13, Grup B).
- 1973: 11è (de 15, Grup B).
- 1974: 6è (de 9, Grup A).

L'any 2011 ascendí a Primera B Nacional.

## Palmarès
- Torneo Argentino B: 1
  - 2004
- Torneo Argentino A: 1
  - Apertura 2006